# La Diòcesi de Meath
La Diòcesi de Meath és una publicació del segle xix sobre la història de la Diòcesi Catòlica Romana de Meath que comprèn des de l'edat mitjana fins als temps del segle xix, escrita per un dels sacerdots de la Diòcesi, Dean Cogan, encarregat d'una església a Navan, en la llavors capital de la Diòcesi.
Fou publicat en dos volums el 1862 i el 1867, va ser un important testimoni de la cristiandat a Irlanda, Cogan fe ús de tres fonts d'informació: 
- folklore i els records de persones vives de Meath entre 1850 i 1860 (que abasta el període comprès entre les lleis penals a la fam irlandesa de la patata (1845-1849)), que es van registrar amb gran detall.
- l'accés als arxius de la diòcesi de Meath, quan el bisbe catòlic de Meath es va mudar de la seva antiga seu de Navan a la nova catedral a Mullingar al segle XX (al seminari diocesà, també va passar de Navan a Mullingar) els arxius de la diòcesi es van perdre en el procés de trasllat. Com els registres de valor incalculable, molts dels quals utilitzats per Cogan en la seva investigació en la dècada de 1860, com es van perdre segueix sent un misteri;
- l'accés als documents relacionats amb l'església de Meath, a l'Oficina irlandesa de Registres Públics. L'Oficina de Registres Públics d'Irlanda va ser destruït per l'Exèrcit Republicà Irlandès el 1922, en efecte, fou la destrucció de mil anys de registres, incloent la majoria dels registres d'aquesta font citada per Cogan.

Com a resultat, els detalls del llibre Cogan llibre donen informació sobre les esglésies en ruïnes, sobre els llocs d'enterrament antics, on els que van morir en la fam van ser sepultats, els noms dels sacerdots, els detalls de la Llei Penal, i la informació sobre la re-aparició d'un estructura eclesiàstica romana.